# Ralph Eugene Meatyard
Ralph Eugene Meatyard, né le 15 mai 1925 à Normal et mort le 7 mai 1972 à Lexington , est un photographe américain, de l'Illinois.

## Biographie
Meatyard est né à Normal, dans l'Illinois.  Après son mariage avec Madelyn McKinney, il s'installe à Lexington (Kentucky), où il poursuit son activité d'opticien, pour l'enseigne Tinder-Krausse-Tinder, vendant également du matériel photographique. 
Il achète son premier appareil-photo en 1950 pour photographier son fils, Michael. Quatre ans plus tard, il rejoint le club photo de Lexington - où il rencontre Van Deren Coke, une de ses premières influences - et la Photographic Society of America. Coke sélectionne des photos de Meatyard pour l'exposition "Creative Photography" en 1956 à l'université locale.
Dans les années 50, Meatyard assiste à une série d'ateliers menés par Henry Holmes Smith à l'Université de l'Indiana mais aussi par Minor White. Ce dernier fait découvrir la philosophie Zen à Meatyard.